# Scopula dotina
Scopula dorsinigrata là một loài bướm đêm trong họ Geometridae.